# Gérard Moneyron
Gérard Moneyron (* 17. Januar 1948 in Paris) ist ein ehemaliger französischer Radrennfahrer.

## Sportliche Laufbahn
Moneyron war im Straßenradsport und im Bahnradsport aktiv. Als Amateur holte er 1968 Etappensiege in den Quatre Jours de Vic-Fézensac und in der Tour de l’Yonne. 1970 wurde er Berufsfahrer und blieb bis 1977 als Radprofi aktiv. Er siegte bei Paris–Camembert und im Boucles de la Seine 1971, 1972 im Prolog des Étoile des Espoirs sowie 1973 auf einer Etappe der Tour de Romandie. Das Etappenrennen Tour d’Indre-et-Loire 1974 beendete er als Zweiter hinter Hennie Kuiper. Dritter wurde Moneyron im Étoile des Espoirs 1972, in der nationalen Meisterschaft im Straßenrennen 1975 und im Grand Prix de Peymeinade 1977. Auf der Bahn wurde er 1970 Zweiter der nationalen Meisterschaft in der Einerverfolgung der Profis hinter Charly Grosskost und 1975 hinter Bernard Hinault.  
Die Tour de France fuhr Moneyron fünfmal. Er wurde 1972 36., 1973 79., 1974 72. und 1975 80. der Gesamtwertung. 1977 schied er aus.